# Phoenix Group
Phoenix Group, anciennement Pearl Group, est une entreprise spécialisée dans le domaine de l'assurance-vie.

## Historique
En mars 2014, Phoenix Group annonce la vente d'Ignis Asset Management à Standard Life pour 390 millions de livres.
En mai 2016, Phoenix Group annonce l'acquisition des activités d'assurances-vie britanniques d'Axa dont les marques Embassy et SunLife pour 375 millions de livres. En septembre 2016, Phoenix Group annonce l'acquisition Abbey Life, la filiale d'assurance-vie britannique de Deutsche Bank pour 1,2 milliard de livre.
En décembre 2019, Phoenix Group annonce l'acquisition des activités britanniques de Swiss Re, soit sa filiale ReAssure pour 3,2 milliards de livres.
En juillet 2021, Phoenix Group annonce l'acquisition d'une partie des activités européennes de McKesson.